# 黄山雀属
黃山雀屬是雀形目山雀科下的一个属。

## 下属物种
本属包括以下物种：
- 白頸黑山雀 Machlolophus nuchalis (Jerdon, 1845)
- 台湾黄山雀 Machlolophus holsti (Seebohm, 1894)
- 眼纹黄山雀 Machlolophus xanthogenys (Vigors, 1831)
- 印度山雀 Machlolophus aplonotus (Blyth, 1847)
- 黄颊山雀 Machlolophus spilonotus (Bonaparte, 1850)

## 外部連結
- 维基共享资源上的相關多媒體資源：黄山雀属
- 維基物種上的相關：黄山雀属